# Казалборгоне
Казалборго̀не (на италиански: Casalborgone; на пиемонтски: Casal Borgon, Казал Боргон) е село и община в Метрополен град Торино, регион Пиемонт, Северна Италия. Разположено е на 205 m надморска височина. Към 1 януари 2020 г. населението на общината е 1880 души, от които 129 са чужди граждани.